# Фарго, Донна
Донна Фарго (англ. Donna Fargo, род. 10 ноября 1945 года) — американская певица, кантри-музыкант, автор и исполнитель. Номинант и лауреат нескольких музыкальных премий. Автор нескольких кантри-хитов 1970-х годов, включая «The Happiest Girl in the Whole USA» (1972) и «Funny Face» (1973).
В 1973 году получила премию Грэмми в категории Лучшее женское вокальное кантри-исполнение (Grammy Awards).

## Биография
См. также «Биографию» в английскомразделе.
Родилась 10 ноября 1945 года в г. Mount Airy в Северной Каролине (США). Имя при рождении Yvonne Vaughn. Обучалась в Университете Южной Калифорнии (University of Southern California, USC), затем преподавала в Northview High School в Ковине в Калифорнии, дойдя в карьере до главы кафедры английского языка. В это же время Фарго начала музыкальную карьеру, выступая в местных клубах в Южной Калифорнии. Там она встретила Stan Silver, который стал её менеджером, а в 1968 и её мужем.

## Дискография
Дискография Донны Фарго включает, в том числе, следующие релизы:
Фарго записала 20 альбомов (15 студийных и 5 сборников) и 47 синглов (1967—2008), шесть из которых были на первом месте в американском кантри-чарте Billboard Hot Country Singles: «The Happiest Girl in the Whole U.S.A.» (№ 1 в 1972 году), «Funny Face» (1972), «Superman» (1973), «You Were Always There» (1973), «You Can’t Be a Beacon If Your Light Don’t Shine» (1974), «That Was Yesterday» (1977).

## Награды и номинации
| Год  | Награда                          | Категория                                                                   |
| ---- | -------------------------------- | --------------------------------------------------------------------------- |
| 1969 | Academy of Country Music Awards  | Top New Female Vocalist                                                     |
| 1972 | Academy of Country Music Awards  | Top Female Vocalist                                                         |
| 1972 | Academy of Country Music Awards  | Song of the Year; «The Happiest Girl in the Whole USA»                      |
| 1972 | Academy of Country Music Awards  | Single of the Year; «The Happiest Girl in the Whole USA»                    |
| 1972 | Academy of Country Music Awards  | Album of the Year; The Happiest Girl in the Whole USA                       |
| 1972 | Country Music Association Awards | Single of the Year; «The Happiest Girl in the Whole USA»                    |
| 1972 | Music City News Awards           | Most Promising Female Vocalist                                              |
| 1973 | Grammy Awards                    | Best Female Country Vocal Performance; «The Happiest Girl in the Whole USA» |
| 1973 | Billboard Awards                 | Top All-Around Female Vocalist-Songwriter                                   |
| 1973 | BMI Awards                       | Song of the Year                                                            |

Номинации:
- Country Music Association — 1972 — Female Vocalist of the Year
- Country Music Association — 1972 — Song of the Year «The Happiest Girl in the Whole USA»
- Grammy Awards — 1973 — Best Country Song — «The Happiest Girl in the Whole USA»
- Grammy Awards — 1973 — Best Country Song — «Funny Face»
- Country Music Association — 1973 — Female Vocalist of the Year
- В 2010 году Фарго была включена в Зал Славы North Carolina Music Hall of Fame[6].